# Knife Skills
Knife Skills é um filme-documentário em curta-metragem estadunidense de 2017 dirigido e escrito por Thomas Lennon. A obra foi indicada ao Oscar de melhor documentário de curta-metragem na edição de 2018.